# نشانه چهار (فیلم ۱۹۲۳)
«نشانه چهار» (انگلیسی: The Sign of Four (1923 film)) یک فیلم به کارگردانی موریس الوی است که در سال ۱۹۲۳ منتشر شد. از بازیگران آن می‌توان به ایل نوروود اشاره کرد.